# 赵以成 (医学家)
赵以成（1908年—1974年），字泽如，福建漳州人，中国著名外科医生、神经外科专家。

## 生平
1926年，赵以成考入北平燕京大学医学预科，后进入协和医院深造，并获博士学位。之后获洛克菲勒奖学金进入加拿大蒙特利尔神经科研究所任医生兼研究人员，期间研制成功用“特制胎膜”防止手术后粘连，回国后仍在协和医院工作。日军接管协和医院后，赵以成因拒绝与日军合作，而全家迁居天津，担任行医。中华人民共和国成立后，其担任天津市总医院神经外科顾问。朝鲜战争时，随军救护队进行治疗。1952年，他在天津总医院成立脑系科。随后改任北京同仁医院神经外科主任，兼任北京医学院教授。随后迁入宣武医院任院长兼脑神经科主任。文化大革命期间受到迫害，后患癌症去世。他位于天津的故居，赵以成旧居现为天津市历史风貌建筑。